# Суперкубок Анголи з футболу
Суперку́бок Анголи з футбо́лу — одноматчевий турнір, у якому грають володар кубка Анголи та чемпіон попереднього сезону. Проходить з 1985 року.

## Історія турніру
Перший розіграш трофею було проведено в 1985 році, святкуючи початок футбольного сезону в березні.

## Фінали
| Сезон | Переможець             | Рахунок             | Фіналіст                |
| ----- | ---------------------- | ------------------- | ----------------------- |
| 1985  | Прімейру де Маю        |                     | -                       |
| 1986  | Інтер (Луанда)         | 1-0 1-0             | Петру Атлетіку          |
| 1987  | Петру Атлетіку         |                     | -                       |
| 1988  | Петру Атлетіку         | -                   | Ферровіаріу да Уїла     |
| 1989  | не проводився          | не проводився       | не проводився           |
| 1990  | не проводився          | не проводився       | не проводився           |
| 1991  | Примейру де Агошту     | -                   | Петру Атлетіку          |
| 1992  | Примейру де Агошту     | -                   | Петру Атлетіку          |
| 1993  | Петру Атлетіку         | -                   | Примейру де Агошту      |
| 1994  | Петру Атлетіку         | -                   | Атлетіку Авіасан        |
| 1995  | Індепенденте ду Томбва | -                   | Петру Атлетіку          |
| 1996  | Атлетіку Авіасан       | -                   | Петру Атлетіку          |
| 1997  | Примейру де Агошту     | -                   | Прогрешшу ду Самбізанга |
| 1998  | Примейру де Агошту     | -                   | Петру Атлетіку          |
| 1999  | Примейру де Агошту     | 2-2, 4-0            | Петру Атлетіку          |
| 2000  | Примейру де Агошту     | 0-0, 3-0            | Саграда Есперанса       |
| 2001  | Інтер (Луанда)         | 1-1, 1-0            | Петру Атлетіку          |
| 2002  | Петру Атлетіку         | 5-1, 1-1            | Дешпортіву (Намібе)     |
| 2003  | Атлетіку Авіасан       | 1-1, 0-0 (5-4 пен.) | Петру Атлетіку          |
| 2004  | Атлетіку Авіасан       | 4-1, 2-0            | Інтер (Луанда)          |
| 2005  | Атлетіку Авіасан       | 3-1, 2-0            | Дешпортіву (Намібе)     |
| 2006  | Атлетіку Авіасан       | 0-0, 2-1            | Саграда Есперанса       |
| 2007  | Бенфіка (Луанда)       | [ 1 ]               | Примейру де Агошту      |
| 2008  | Інтер (Луанда)         | 1-0, 2-1            | Прімейру де Маю         |
| 2009  | Сантуш                 | 2-0, 1-2            | Петру Атлетіку          |
| 2010  | Примейру де Агошту     | 2-1, 1-1            | Петру Атлетіку          |
| 2011  | Атлетіку Авіасан       | 0-0, 1-0            | Інтер (Луанда)          |
| 2012  | Інтер (Луанда)         | 1-0, 1-1            | Рекреатіву ду Ліболу    |
| 2013  | Петру Атлетіку         | 1-0, 1-1            | Рекреатіву ду Ліболу    |
| 2014  | Кабушкорп              | 3-1                 | Петру Атлетіку          |
| 2015  | Рекреатіву ду Ліболу   | 4-2 (пен.)          | Бенфіка (Луанда)        |
| 2016  | Рекреатіву ду Ліболу   | 6-0                 | Бравуш ду Макуіш        |

## Статистика виступів команд
| Номер | Клуб                             | Переможець | К-ть фіналів | Переможні роки                                 | Роки виходу в фінал                                              |
| ----- | -------------------------------- | ---------- | ------------ | ---------------------------------------------- | ---------------------------------------------------------------- |
| 1     | Примейру де Агошту               | 8          | 1            | 1991, 1992, 1997, 1998, 1999, 2000, 2007, 2010 | 1993                                                             |
| 2     | Петру Атлетіку                   | 6          | 11           | 1987, 1988, 1993, 1994, 2002, 2013             | 1991, 1992, 1995, 1996, 1998, 1999, 2001, 2003, 2009, 2010, 2014 |
| 3     | Атлетіку Авіасан (Луанда)        | 6          | 1            | 1996, 2003, 2004, 2005, 2006, 2011             | 1994                                                             |
| 4     | Інтер (футбольний клуб, Луанда)  | 4          | 2            | 1986, 2001, 2008, 2012                         | 2004, 2011                                                       |
| 5     | Рекреатіву ду Ліболу             | 2          | 2            | 2015, 2016                                     | 2012, 2013                                                       |
| 6     | Бенфіка (Луанда)                 | 1          | 1            | 2007                                           | 2015                                                             |
| 6     | Прімейру де Маю (Бенгела)        | 1          | 1            | 1985                                           | 2008                                                             |
| 8     | Кабушкорп                        | 1          | –            | 2014                                           | –                                                                |
| 8     | Сантуш (Луанда)                  | 1          | –            | 2009                                           | –                                                                |
| 8     | Індепенденте ду Томбва           | 1          | –            | 1995                                           | –                                                                |
| 11    | Саграда Есперанса (Дундо)        | –          | 2            | –                                              | 2000, 2006                                                       |
| 11    | Сонангол ду Намібе               | –          | 2            | –                                              | 2002, 2005                                                       |
| 13    | Бравуш ду Макуіш                 | –          | 1            | –                                              | 2016                                                             |
| 13    | Прогрешшу ду Самбізанга (Луанда) | –          | 1            | –                                              | 1997                                                             |
| 13    | Ферровіаріу да Уїла              | –          | 1            | –                                              | 1988                                                             |